# 新島村 (千葉県)
新島村（しんしまむら）とは、千葉県香取郡にかつて存在した村である。
香取市立新島小学校、香取市立新島中学校などにその名をとどめる。

## 地理
- 現在の香取市、旧佐原市の北部に位置する。
- 村域のほとんどは水郷地帯である。
- 村は常陸利根川の南岸に位置する。

## 歴史

### 沿革
- 1889年（明治22年）4月1日 - 町村制施行に伴い、扇島村、加藤洲村、磯山村、八筋川村、大島村、三島村、境島村、附洲新田、公官州新田が合併して香取郡新島村が発足[1][2]。
- 1899年（明治32年）4月1日 - 一部の地域（八筋川、大島、三島、境島のうち横利根川より西側）が佐原町の一部（佐原新田の一部）、本新島村の一部（上之島、上須田、西代と石納、飯島の各一部）とともに合併して茨城県稲敷郡本新島村を新設。
- 1935年（昭和10年）9月26日 - 群馬県内で集中豪雨があり利根川の水位が上昇して新島村を含む十六島が孤立した[3]。
- 1955年（昭和30年）2月11日 - 新島村は瑞穂村、津宮村、大倉村とともに佐原市に編入。同日新島村廃止。
- 2006年（平成18年）3月27日 - 佐原市が小見川町、山田町、栗源町と合併して香取市を新設。

### 変遷表
|  | 八筋川村       | 新島村 | 新島村                  | 昭和30年2月11日 佐原市に編入 | 平成18年3月27日 香取市 | 平成18年3月27日 香取市 | 千葉県 香取市 |
|  | 大島村         | 新島村 | 新島村                  | 昭和30年2月11日 佐原市に編入 | 平成18年3月27日 香取市 | 平成18年3月27日 香取市 | 千葉県 香取市 |
|  | 三島村         | 新島村 | 新島村                  | 昭和30年2月11日 佐原市に編入 | 平成18年3月27日 香取市 | 平成18年3月27日 香取市 | 千葉県 香取市 |
|  | 境島村         | 新島村 | 新島村                  | 昭和30年2月11日 佐原市に編入 | 平成18年3月27日 香取市 | 平成18年3月27日 香取市 | 千葉県 香取市 |
|  | 扇島村         | 新島村 | 新島村                  | 昭和30年2月11日 佐原市に編入 | 平成18年3月27日 香取市 | 平成18年3月27日 香取市 | 千葉県 香取市 |
|  | 加藤洲村       | 新島村 | 新島村                  | 昭和30年2月11日 佐原市に編入 | 平成18年3月27日 香取市 | 平成18年3月27日 香取市 | 千葉県 香取市 |
|  | 磯山村         | 新島村 | 新島村                  | 昭和30年2月11日 佐原市に編入 | 平成18年3月27日 香取市 | 平成18年3月27日 香取市 | 千葉県 香取市 |
|  | 附洲新田       | 新島村 | 新島村                  | 昭和30年2月11日 佐原市に編入 | 平成18年3月27日 香取市 | 平成18年3月27日 香取市 | 千葉県 香取市 |
|  | 公官洲新田     | 新島村 | 新島村                  | 昭和30年2月11日 佐原市に編入 | 平成18年3月27日 香取市 | 平成18年3月27日 香取市 | 千葉県 香取市 |
|  | 八筋川村の一部 | 新島村 | 明治32年4月1日 本新島村 | 昭和30年1月5日 東村          | 平成8年9月1日 町制     | 平成17年3月22日 稲敷市 | 茨城県 稲敷市 |
|  | 大島村の一部   | 新島村 | 明治32年4月1日 本新島村 | 昭和30年1月5日 東村          | 平成8年9月1日 町制     | 平成17年3月22日 稲敷市 | 茨城県 稲敷市 |
|  | 三島村の一部   | 新島村 | 明治32年4月1日 本新島村 | 昭和30年1月5日 東村          | 平成8年9月1日 町制     | 平成17年3月22日 稲敷市 | 茨城県 稲敷市 |
|  | 境島村の一部   | 新島村 | 明治32年4月1日 本新島村 | 昭和30年1月5日 東村          | 平成8年9月1日 町制     | 平成17年3月22日 稲敷市 | 茨城県 稲敷市 |

## 人口・世帯

### 人口
総数 [単位： 人]
| 1891年（明治24年） | 3,336 |
| 1920年（大正 9年） | 3,642 |
| 1930年（昭和 5年） | 3,762 |
| 1940年（昭和15年） | 4,059 |
| 1955年（昭和30年） | 5,044 |

### 世帯
総数 [単位： 世帯]
| 1955年（昭和30年） | 744 |